# Hiệp định thương mại tự do Liên minh châu Âu-Việt Nam
Hiệp định thương mại tự do Liên minh châu Âu-Việt Nam (EVFTA) là một thỏa thuận thương mại tự do giữa Việt Nam và 27 nước thành viên EU. EVFTA, cùng với Hiệp định Đối tác xuyên Thái Bình Dương (TP), là hai FTA có phạm vi cam kết rộng và mức độ cam kết cao nhất của Việt Nam từ trước tới nay.
Ngày 1/12/2015 EVFTA đã chính thức kết thúc đàm phán và đến ngày 1/2/2016 văn bản hiệp định đã được công bố. Ngày 26/6/2018, EVFTA được tách làm hai Hiệp định, một là Hiệp định Thương mại (EVFTA), và một là Hiệp định Bảo hộ Đầu tư (EVIPA); đồng thời chính thức kết thúc quá trình rà soát pháp lý đối với Hiệp định EVFTA. 8/2018, quá trình rà soát pháp lý đối với EVIPA cũng được hoàn tất.
Hai Hiệp định đã được ký kết vào 30/6/2019. Ngày 21/1/2020, Ủy ban Thương mại quốc tế của Nghị viện châu Âu (INTA) thông qua Hiệp định, Nghị viện châu Âu ngày 12/2/2020 chính thức thông qua cả hai hiệp định.

## Đàm phán
Sau 3 năm đàm phán với 14 phiên họp giữa Bộ Công Thương Việt Nam và Ủy ban Thương mại quốc tế từ 26.6.2012 đến ngày 4.8.2015 thì Việt Nam và Liên Âu chính thức kết thúc toàn bộ các nội dung cơ bản của Hiệp định. Ngày 02/12/2015 tại Bruxelles với sự chứng kiến của Chủ tịch Ủy ban Châu Âu Jean Claude Juncker và Thủ tướng Việt Nam Nguyễn Tấn Dũng, hai bên đã ký « Tuyên bố kết thúc đàm phán ».

## Ký kết và phê chuẩn
Hai Hiệp định đã được ký kết vào 30/6/2019.
Với hiệp định bảo hộ đầu tư, trước khi có hiệu lực, quốc hội của từng quốc gia trong EU phải bỏ phiếu.

### Phát biểu
Thứ trưởng thường trực Bộ Ngoại giao Bùi Thanh Sơn cho là: "quyết định phê chuẩn Hiệp định EVFTA và EVIPA thể hiện sự coi trọng, đánh giá cao của các nghị sĩ và các quốc gia thành viên EU về vai trò, vị thế của Việt Nam và quan hệ đối tác hợp tác toàn diện Việt Nam - EU". Cao ủy Thương mại EU Phil Hogan ngày 11-2 khẳng định vấn đề nhân quyền của Việt Nam "chắc chắn là lĩnh vực cần quan tâm", nhưng bổ sung rằng một khuôn khổ đối thoại về điều này sẽ là cách thức để giải quyết thiếu sót.

## Mốc thời gian
- Tháng 12 năm 2015: Kết thúc đàm phán và bắt đầu rà soát pháp lý để chuẩn bị cho việc ký kết Hiệp định.[7]
- Tháng 6 năm 2017: Hoàn thành rà soát pháp lý ở cấp kỹ thuật.
- Tháng 9 năm 2017: EU chính thức đề nghị Việt Nam tách riêng nội dung bảo hộ đầu tư và cơ chế giải quyết tranh chấp giữa Nhà nước với nhà đầu tư (ISDS) ra khỏi Hiệp định EVFTA thành một hiệp định riêng do phát sinh một số vấn đề mới liên quan đến thẩm quyền phê chuẩn các hiệp định thương mại tự do của EU hay từng nước thành viên.
- Tháng 6 năm 2018: Việt Nam và EU đã chính thức thống nhất việc tách riêng EVFTA thành hai hiệp định gồm Hiệp định Thương mại tự do Việt Nam - EU (EVFTA) và Hiệp định Bảo hộ đầu tư (IPA); chính thức kết thúc toàn bộ quá trình rà soát pháp lý Hiệp định EVFTA; và thống nhất toàn bộ các nội dung của Hiệp định IPA.
- Tháng 8 năm 2018: Hoàn tất rà soát pháp lý Hiệp định IPA.
- Ngày 17 tháng 10 năm 2018: Ủy ban châu Âu đã chính thức thông qua EVFTA và IPA.
- Ngày 25 tháng 6 năm 2019: Hội đồng châu Âu đã phê duyệt cho phép ký Hiệp định.
- Ngày 30 tháng 6 năm 2019: hai Hiệp định đã được ký kết.
- Ngày 12 tháng 2 năm 2020: Nghị viện châu Âu chính thức thông qua cả hai hiệp định.
- Ngày 30 tháng 3 năm 2020: Hội đồng châu Âu thông qua Hiệp định EVFTA
- Ngày 8 tháng 6 năm 2020, Quốc Hội Việt Nam biểu quyết thông qua Hiệp định này.

## Lợi ích kinh tế

### EU
Việt Nam đang là đối tác thương mại lớn thứ hai của EU trong Hiệp hội Các quốc gia Đông Nam Á (ASEAN) sau Singapore, với thương mại hàng hóa trị giá 47,6 tỉ euro và thương mại dịch vụ ở mức 3,6 tỉ euro mỗi năm. Xuất khẩu của EU sang Việt Nam (thiết bị máy móc và thiết bị vận tải, mặt hàng hóa chất và sản phẩm nông nghiệp), tuy nhiên thâm hụt thương mại của EU với Việt Nam là 27 tỉ euro trong năm 2018. EU nhập khẩu chủ yếu từ Việt Nam các thiết bị viễn thông, hàng may mặc và thực phẩm.
Theo thỏa thuận, Việt Nam sẽ giảm 65% thuế nhập khẩu đối với hàng hóa từ EU ngay khi EVFTA có hiệu lực. Phần còn lại sẽ được xoá trong giai đoạn 10 năm.
Hiệp Định EVFTA là một bước thứ hai của EU để tiến vào thị trường của khối ASEAN bao gồm 10 quốc gia với tổng dân số trên 6 trăm triệu. EU đã ký Hiệp Định Thương mại Tự Do với Singapore (có hiệu lực tháng 11 năm 2019); hiện tại cũng đang bắt đầu đàm phán với các nước Thái Lan, Mã Lai và Indonesia.

### Việt Nam
EU sẽ giảm hơn 70% thuế quan đối với hàng hoá Việt Nam ngay sau khi hiệp định có hiệu lực. Phần còn lại sẽ được xoá thuế trong 7 năm tiếp theo.
Việt Nam hy vọng EVFTA sẽ lôi cuốn các nhà đầu tư từ EU hơn, hiện thời EU đứng hàng thứ năm trong các nước đầu tư vào Việt Nam.

## Ràng buộc pháp lý
Để EU có thể thông qua EVFTA, Việt Nam phải chấp nhận tất cả tám Tiêu chuẩn cơ bản (công ước) của Tổ chức Lao động thế giới (ILO) liên quan đến quyền của người lao động.
Ngày 14.6.2019, Quốc hội Việt Nam thông qua Công ước số 98 của Tổ chức Lao động Quốc tế về Quyền tổ chức và thương lượng tập thể: bảo vệ người lao động và cán bộ công đoàn không bị phân biệt đối xử tại nơi làm việc, đảm bảo cho các tổ chức đại diện của người lao động và người sử dụng lao động không bị can thiệp hoặc chi phối từ bên còn lại; và yêu cầu nhà nước cần có các biện pháp về pháp luật và thiết chế nhằm thúc đẩy thương lượng tập thể.
Ngày 20 tháng 11 năm 2019 Quốc hội Việt Nam đã sửa đổi Luật lao động, cho phép thành lập công đoàn độc lập trên phương diện cơ sở mà không phải liên kết với Tổng Liên đoàn Lao động Việt Nam, sẽ có hiệu lực vào ngày 1.1.2021. Erwin Schweisshelm, cựu giám đốc của Quỹ Friedrich-Ebert ở Việt Nam cho việc này là phá vỡ điều cấm của một hệ thống Leninist và phải đợi xem nó được thi hành như thế nào trên thực tế. Trong nội dung hiệp định, có cho phép thành lập các tổ chức công đoàn cơ sở, rồi đến năm 2023, thì Việt Nam sẽ ký công ước cuối cùng của ILO (Tổ chức Lao động Quốc tế), là Công ước 87, cho phép thành lập công đoàn từ cấp cơ sở đến cấp toàn quốc.
Ngày 8 tháng 6 năm 2020, Quốc Hội Việt Nam phê chuẩn Công ước 105, công ước thứ 7 về lao động. Như vậy, cho tới nay Việt Nam đã phê chuẩn 7 trong số 8 tiêu chuẩn này, còn thiếu tiêu chuẩn 87 (tự do hiệp hội và Bảo vệ quyền lập hội) 

### Nhóm Tư vấn độc lập
EVFTA trù tính thành lập 2 nhóm Tư vấn độc lập (Domestic Advisory Group), một ở Việt Nam và 1 ở EU, để giám sát xem các thỏa thuận có được tuân theo không. Nhóm Tư vấn độc lập bao gồm đại diện chủ doanh nghiệp và đại diện công nhân cũng như các tổ chức môi trường.

## Hiệp định Bảo hộ Đầu tư
Hiệp định Bảo hộ Đầu tư (EVIPA) buộc hai bên đảm bảo an toàn cho tài sản và vốn của nhà đầu tư đối tác, thông qua cam kết đối xử công bằng, thỏa đáng, tự do chuyển vốn và lợi nhuận từ đầu tư ra nước ngoài, không trưng thu, quốc hữu hóa tài sản của nhà đầu tư mà không bồi thường thỏa đáng... Trong tranh chấp đầu tư, hai bên cũng sử dụng cơ chế giải quyết thường trực thay vì phương pháp tòa trọng tài trong từng trường hợp.

## Hiệp định Đối tác tự nguyện về thực thi Luật Lâm nghiệp, quản trị rừng và thương mại lâm sản
Sau 8 năm đàm phán, Hiệp định Đối tác tự nguyện về thực thi Luật Lâm nghiệp, quản trị rừng và thương mại lâm sản (VPA/FLEGT) đã được ký kết và chính thức có hiệu lực từ ngày 1/6/2019. Hiệp định VPA/FLEGT gửi một tín hiệu mạnh mẽ về cam kết của Việt Nam và EU đối với việc thúc đẩy thực hiện Chương trình "Thương mại và phát triển bền vững" của Hiệp định Thương mại tự do Việt Nam - EU.